# PING (software)
PING (Partimage Is Not Ghost) is een Linuxdistributie voor het maken van images van harde schijven. PING is een Live CD en is gebaseerd op Linux From Scratch. 
Na het opstarten van PING worden er een aantal opties weergegeven voor het maken en terugzetten van images. Deze images kunnen op een andere lokale schijf worden gezet, of via het netwerk op een server worden geplaatst. Voor de laatste oplossing is het noodzakelijk aan de serverkant extra software te installeren. Naast de back-upmogelijkheden heeft PING ook een mogelijkheid om het administrator-wachtwoord van Windows te resetten. De gemeenschapsversie van PING is gratis, maar er is ook een betaalde versie beschikbaar.